# برلمان أمريكا الجنوبية
برلمان أمريكا الجنوبية هي هيئة مقترحة لاتحاد دول أمريكا الجنوبية.

## التاريخ
دعا إعلان كوسكو لعام 2004 الذي أعلن عن تشكيل اتحاد دول أمريكا الجنوبية إلى إنشاء برلمان أمريكي. أكدت المعاهدة التأسيسية لاتحاد أمم أمريكا الجنوبية لعام 2008 وهي سارية المفعول منذ 2011 إنشائها المزمع، لكنها لا تدرجها مع الهيئات الأخرى، ولا تقدم أي تفاصيل عن تكوينها. تنص المادة 17 على أن مقر البرلمان سيكون في كوتشابامبا في بوليفيا، وأن إنشائه سيخضع لبروتوكول إضافي. تنص مادة انتقالية من المعاهدة على كيفية إنشاء هذا البروتوكول: سيعين الأعضاء «لجنة خاصة» تتألف من أعضاء البرلمان الوطنيين والإقليميين الذين يجتمعون في كوتشابامبا لصياغة البروتوكول، في انتظار النظر فيه في الجلسة الرابعة قمة قادة أوناسور. سيحدد البروتوكول تكوين البرلمان وكيفية عمله.
خلال هذه القمم سيعقد الرؤساء اجتماعات حول الطاقة والبنية التحتية والتعليم والسياسات الاجتماعية، بالإضافة إلى تحديد صيغة انتقالية حتى تدخل القوة الكاملة للمعاهدة، والتي لا يزال يتعين الموافقة عليها من قبل الهيئات التشريعية حيز التنفيذ. يجتمع وزراء الخارجية كل ستة أشهر.

## الوظيفة

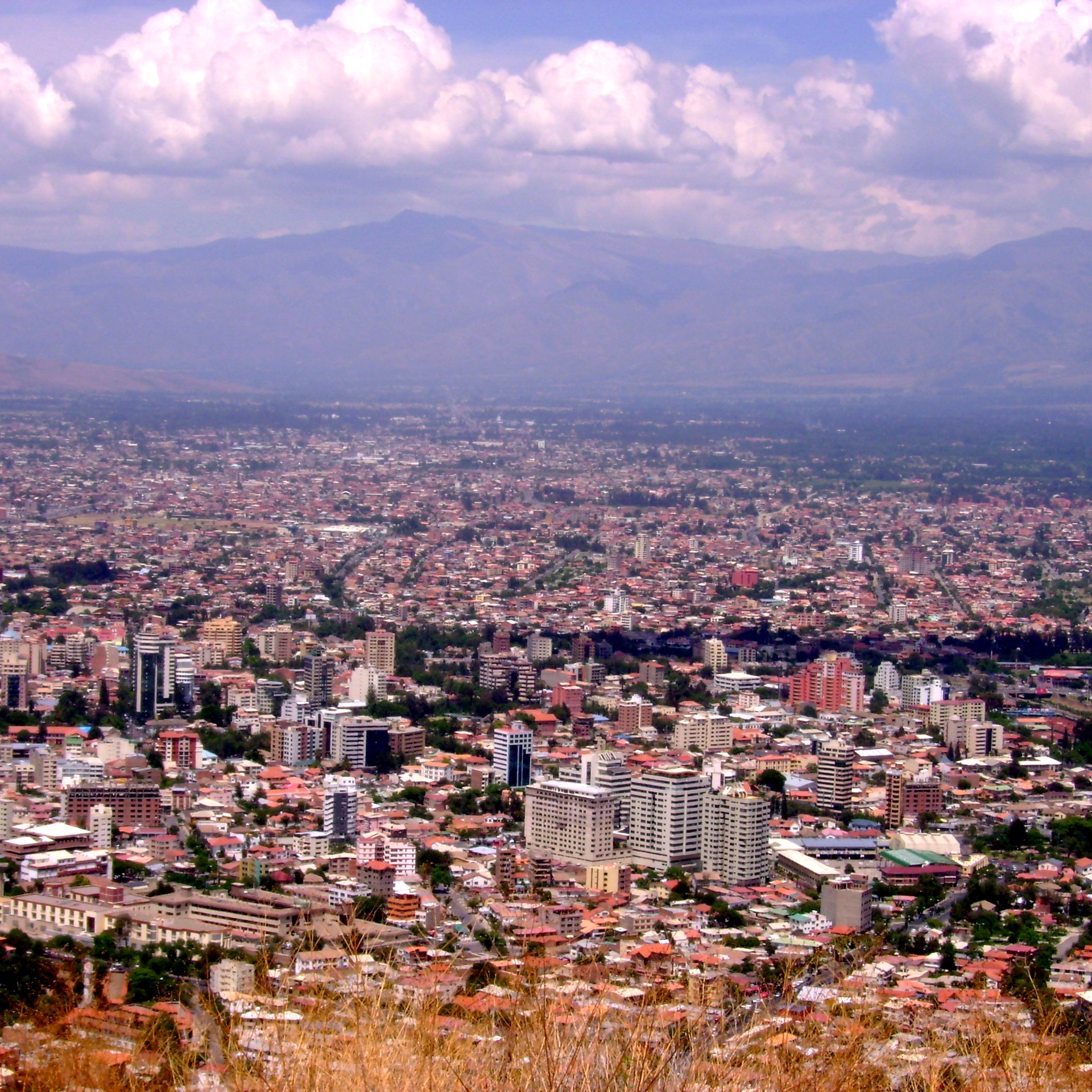
كوتشابامبا ستكون بمثابة مقر برلمان أمريكا الجنوبية.

سيتكون البرلمان من تسعة وتسعين نائباً. ستنتدب كل دولة ما يصل إلى خمسة برلمانيين، أي أكثر من أعضاء برلمان الأنديز، وبرلمان ميركوسور وبرلماني غيانا وسورينام. كما سيقوم رؤساء الهيئات التشريعية لكل دولة عضو في أوناسور بدمجها. وسيكون له إجراء روتيني من العمل المتسق في اجتماعين سنويين: الأول في يونيو والثاني في نوفمبر، على الرغم من إمكانية عقد اجتماعات استثنائية أيضًا.
سيكون لبرلمان أوناسور مفوضيات ولجان فرعية ورئاسات ونواب رئيس وأمناء وأمناء سر. سيتم نشر جميع تصريحات برلمان أوناسور في صحيفة رسمية يتم إنشاؤها خصيصًا لهذا الغرض. يتم تفويض الصلاحيات إلى البرلمان من أجل ترسيخ الديمقراطية في المنطقة، وإقامة علاقات تعاون بين الدول الأعضاء، وإصدار الإعلانات وتقديم التوصيات، وتعزيز تنمية الديمقراطية التمثيلية، وتولي زمام الأمور للمنظمات الفرعية ومؤسسات أوناسور.
كما يضطلع برلمان أمريكا الجنوبية بمهمة قيادة التطوير والتنفيذ، بالتنسيق مع بنك الجنوب لعملة واحدة جديدة لأمريكا الجنوبية سيتم تداولها في جميع أنحاء المنطقة. وبالتالي فإن بنك الجنوب ومقره في فنزويلا والمكاتب الفرعية في بوينس آيرس ولاباز، بالاشتراك مع الأمانة العامة ومقرها كيتو، والآن مع برلمان أمريكا الجنوبية ومقره كوتشابامبا، هو السعي الاقتصادي والاجتماعي الرفاهية في جميع أنحاء القارة وتعزيز هدف إنشاء مستقبل مواطن أمريكي. كما ستمكن الاتفاقيات الأخرى مواطني الدول الاثنتي عشرة من التنقل بحرية داخل منطقة اتحاد أمم أمريكا الجنوبية مع وثيقة الهوية الوطنية فقط لكل دولة.

## البناء
بدأت الحكومة البوليفية البدء في تشييد مبنى البرلمان على مساحة 200 هكتار في منطقة فالي ألتو. وهي أكاديمية عسكرية متخصصة تقع في نفس المنطقة حفاظا على أمن البرلمان.